# RKBミュージックファイル
『RKBミュージックファイル』（アールケービーミュージックファイル）は2017年10月2日から2019年3月25日までRKB毎日放送（RKBラジオ）で放送されている音楽番組である。
本項では当番組の連動番組である『RKBミュージックファイル デイリースピン』についても述べる。

## 番組概要
福岡を訪れたミュージシャンの最新情報などを紹介する音楽番組。メインパーソナリティの植村はチャートバスターズr!終了以来1年半ぶりの音楽番組担当となる。
連動番組の「デイリースピン」では、週ごとにピックアップしたミュージシャンの楽曲やインタビューなどを紹介している。

## 放送時間
RKBミュージックファイル
- 月曜日 21:00 - 21:47（JST。2017年10月2日〜2019年3月25日）

RKBミュージックファイル デイリースピン
- 月曜日〜金曜日 23:55 - 24:00(JST。2017年10月2日〜2019年3月29日)

なお、2018年4月2日放送分は編成の都合上21:30 - 21:47の短縮放送となった（スキマスイッチのコメントと楽曲を流したのみで終了した）ため、代替として4月4日（水曜日）の21:00 - 21:47に放送枠が増設された。

## パーソナリティ
- 植村友紀
- 町田隼人

## コーナー
- アーティストファイル
- ミートザミュージック
- 長澤知之の視点論点（2018年1月1日〜3月26日）

## 特別企画
- 2018年11月12日放送では「MEET THE MUSIC SPECIAL!平成最後の年に平成J-POPを聴こう!」と題して、福岡市大名の90'sJ-POPバー「スポットライトJ」から90年代の8cmCDを紹介する企画が行われた[5]。
- 2019年3月25日放送の最終回では大原櫻子のインタビューのほか、さまざまな"締めの1曲"を紹介するという企画が行われた[6]。